# Тагытай
Тагытай — озеро на северо-востоке Якутии, в Среднеколымском улусе (Сень-Кюёльский наслег). Расположено в юго-восточной части Колымской низменности, в междуречье Алазеи и Большой Чукочьей. По соседству находятся еще несколько крупных озёр: Балаганнах на юге, Бысахым на западе, Унестех на зеверо-западе, Улахан-Атах на востоке и Сян-Кюель на юго-востоке. 
Площадь зеркала 20,2 км², площадь водосбора — 41,5 км². Длина озера 6 км, ширина достигает 5,7 км. Высота над уровнем моря — 31 м.
Береговая линия умеренно изрезана. Берега низкие, на юго-востоке заболоченные. Ландшафт представляет собой типичную лесотундру. Острова отсутствуют. На восточном берегу — холм Тагыстай высотой 50 м. Ближайший населённый пункт — село Ойусардах, расположенное в 36 км к юго-западу.